# روسوم
روسوم (به هلندی: Rossum) یک منطقهٔ مسکونی در هلند است که در ماس‌دریل واقع شده‌است. روسوم ۲٬۶۳۰ نفر جمعیت دارد.